# Bivigliano
Bivigliano è una frazione del comune di Vaglia, nella città metropolitana di Firenze. È collegata al comune, a Polcanto al Santuario di Montesenario dalla via Tassaia, lungo la quale si trova il Monastero di San Bartolomeo; e a Pratolino in direzione Firenze.
Circondata da un’articolata rete di sentieri naturali escursionistici, si trova situata ai piedi del Monte Senario, ed è una nota e rinomata stazione turistica, località di villeggiatura della zona, ad oggi tappa indiscussa del noto “Cammino della Via degli Dei ”. Collocata vicino alle valli dei torrenti Faltona e Carza, in una zona ricca di abeti, castagni e noccioli. 
A Bivigliano potete visitare l'antica chiesa romanica di San Romolo a Bivigliano e la villa di Bivigliano, sorta nel secolo XVI, dotata di un grande parco, con sequoie secolari e la fontana della Ninfea. 
Inoltre, salendo verso Monte Senario, potete ammirare una delle Ghiacciaie più grandi d'Europa, la Ghiacciaia di Montesenario.